# Svetlana Toma

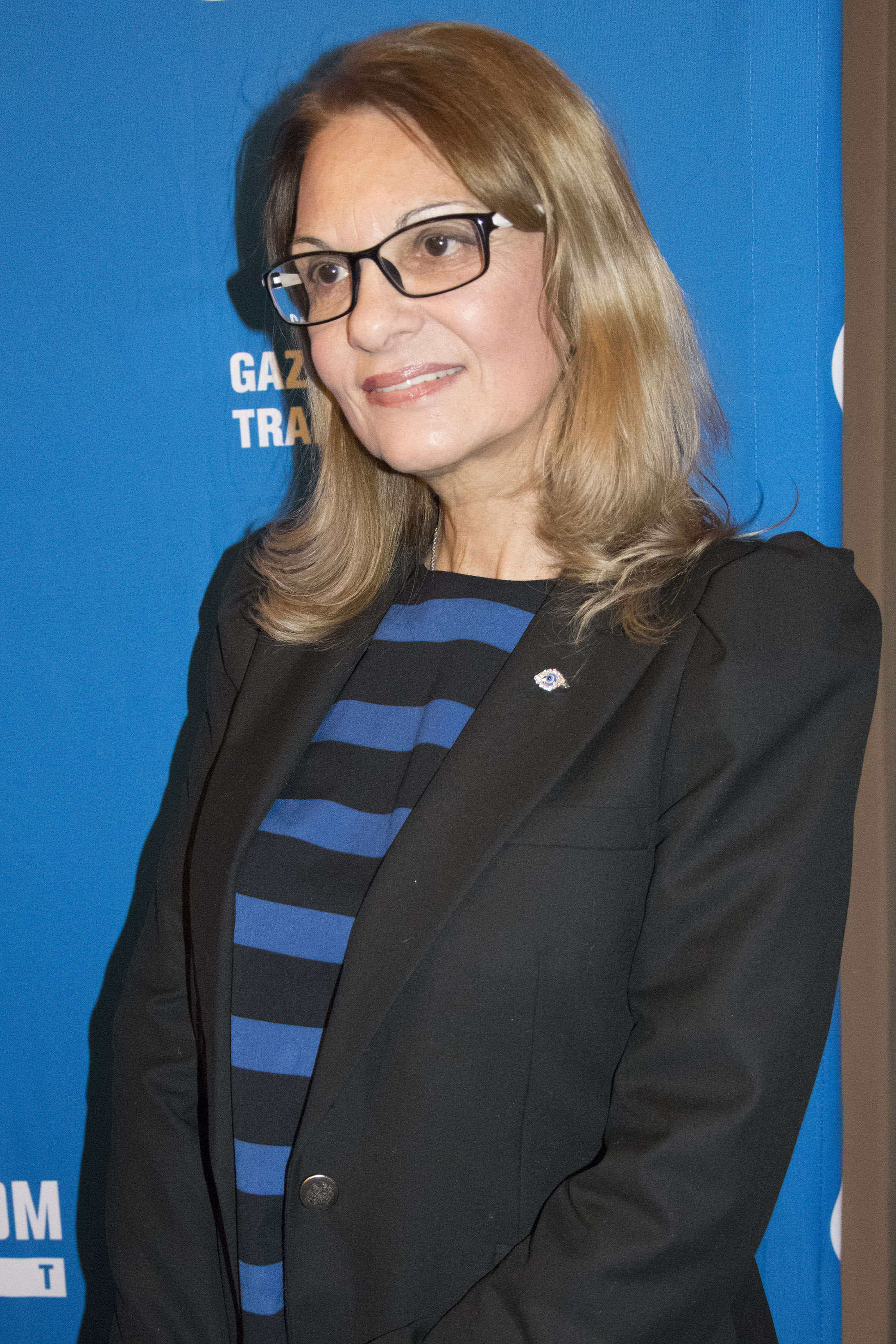
Svetlana Toma nel 2016

Svetlana Toma (in russo Светлана Тома?), pseudonimo di Svetlana Andreevna Fomičëva (in russo Светлана Андреевна Фомичёва?) (Chișinău, 24 maggio 1947), è un'attrice sovietica ed in seguito russa.

## Biografia

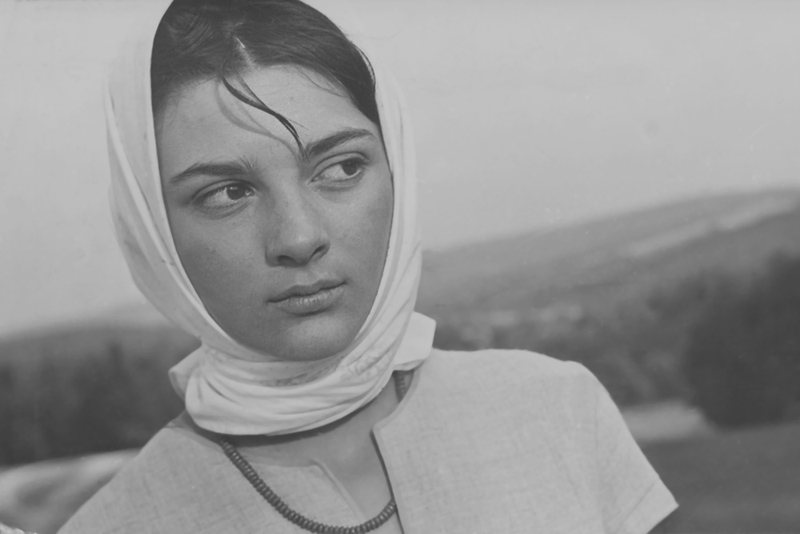
Svetlana Toma nel 1968

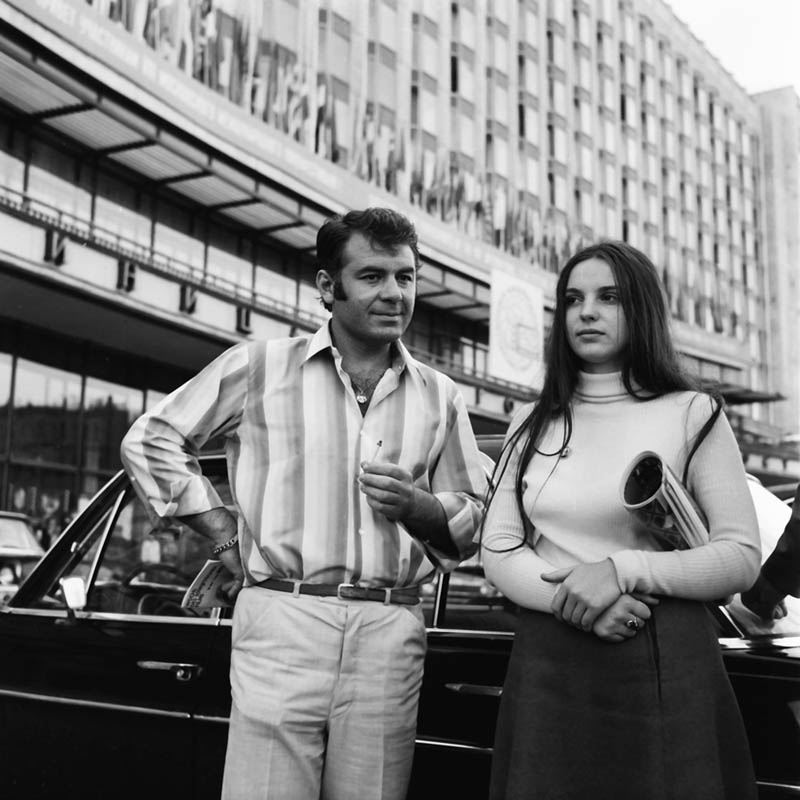
Svetlana Toma e Emil Loteanu nel 1972

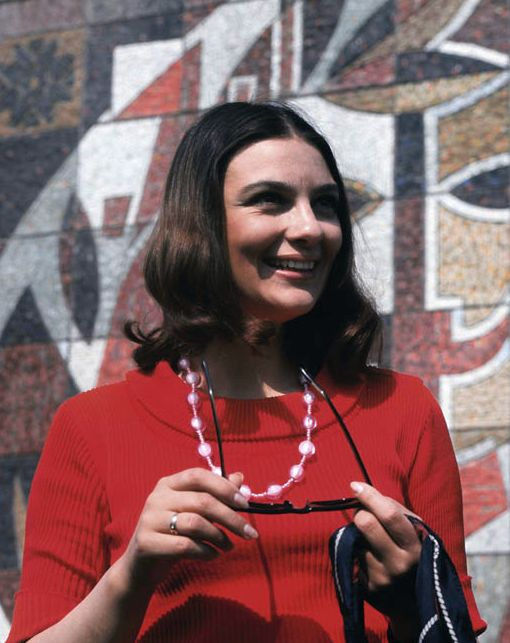
Svetlana Toma alla fine degli anni '60

Svetlana Andreevna nacque il 24 maggio 1947 a Chișinău nell'allora Repubblica Socialista Sovietica Moldava (oggi Moldavia). Suo padre Andrei Fomičëva era originario di un villaggio nel Dobrinskij rajon, nella regione di Lipeck, ed era presidente di una fattoria collettiva nella regione di Bălți in Moldavia. Sua madre Ides Saulovna Sukhaya, di origine ebraica, negli anni '30 del XX secolo fece parte di un movimento comunista clandestino nella regione della Bessarabia e insieme alle sorelle Bertha, Sarah, Rebecca, Ada e Anna gestiva nel seminterrato della loro casa una raccolta di libri vietati. I suoi genitori si conobbero all'Istituto agrario di Chișinău, dove suo padre studiava e sua madre lavorava come segretaria.
Da ragazza avrebbe voluto diventare avvocato, e dopo il diploma si iscrisse  alla facoltà di giurisprudenza dell'Università di Chișinău, ma un giorno, mentre aspettava l'autobus alla fermata di fronte agli studi cinematografici della città, venne notata dal regista Emil Loteanu, che stava cercando un volto per il suo nuovo film. Loteanu la convinse a fare una audizione, e la scelse poi come attrice per il suo nuovo film Krasnye polyany. Il regista suggerì anche a Svetlana Andreevna di usare come nome d'arte Toma, dal cognome di una bisnonna francese. Benché molti tendano a pronunciarlo con l'accento sulla prima sillaba, la corretta pronuncia del nome è con l'accento sulla sillaba finale.

### Carriera
Svetlana Toma esordì al cinema nel film Krasnye polyany (conosciuto internazionalmente anche come Red Meadows) di Emil Loteanu nel 1966. Nel 1969 si diplomò quindi all'Istituto d'arte Gavriil Musicescu di Chișinău, e poi al Russian State Institute of Performing Arts di Leningrado.
Negli anni successivi ha recitato in numerosi film moldavi, e in diversi film diretti da Emil Loteanu, tra cui I lautari del 1972, Anche gli zingari vanno in cielo del 1976 (nel ruolo della zingara Rada, grazie al quale raggiunse la fama internazionale) e La mia tenera e gentile bestia del 1978.

### Vita privata
Svetlana Toma ha avuto una lunga e complessa relazione sentimentale con il regista Emil Loteanu, di cui fu anche musa ispiratrice e con cui recitò in diversi film.
Si sposò una prima volta intorno al 1970 con l'attore Oleg Lachin, suo compagno di corso al Russian State Institute of Performing Arts, da cui ebbe una figlia, Irina Lachina, nel 1972. L'anno successivo Lachin morì in un incidente, investito da una barca mentre nuotava nel fiume Dnipro. Per superare il dolore Toma si concentrò sul lavoro, affidando la bambina ai propri genitori.
Si è sposata una seconda volta nel 2000 con il drammaturgo Andrey Vishnevsky, ma il matrimonio è durato solo pochi anni.
Anche la figlia Irina Lachina è una attrice.

## Filmografia parziale

### Cinema
- Krasnye polyany (Red Meadows), regia di Emil Loteanu (1966)
- Živoj trup, regia di Vladimir Jakovlevič Vengerov (1968)
- I lautari, regia di Emil Loteanu (1972)
- Anche gli zingari vanno in cielo, regia di Emil Loteanu (1976)
- La mia tenera e gentile bestia, regia di Emil Loteanu (1978)
- Moy laskovyy i nezhnyy zver, regia di Emil Loteanu (1978)
- Poklonnik, regia di Nikolaj Lebedev (1999)

### Televisione
- Anna Pavlova, regia di Emil Loteanu (1983)
- Poor Nastya - serie tv, 3 episodi (2003)

## Riconoscimenti
- Artista onorato della Repubblica Socialista Sovietica Moldava (1979) [5]
- Medaglia amerito civile della Moldavia (14 novembre 1995)[6]
- Artista onorato della Federazione russa (15 maggio 2001)[5]
- Artista del popolo della Moldavia (26 novembre 2008)[5][7]
- Ordine dell'Amicizia (3 maggio 2018)[8]